# Przypisówka
Przypisówka – wieś w Polsce, położona w województwie lubelskim, w powiecie lubartowskim, w gminie Firlej.
| SIMC    | Nazwa   | Rodzaj    |
| ------- | ------- | --------- |
| 0380617 | Judka   | część wsi |
| 0380623 | Kępa    | część wsi |
| 0380630 | Niwka   | część wsi |
| 0380646 | Rybak   | część wsi |
| 0380652 | Za Wodą | część wsi |

W latach 1975–1998 miejscowość administracyjnie należała do ówczesnego województwa lubelskiego.
Wieś stanowi sołectwo gminy Firlej. Według Narodowego Spisu Powszechnego (III 2011 r.) wieś liczyła 503 mieszkańców.
Według spisu powszechnego z roku 1921 miejscowość Przypisówka posiadała 100 domów i 711 mieszkańców wyłącznie obywatelstwa polskiego.
Wierni Kościoła rzymskokatolickiego należą do parafii Przemienienia Pańskiego w Firleju.